# Kalman–Yakubovich–Popov引理
Kalman–Yakubovich–Popov引理（Kalman–Yakubovich–Popov lemma）是系統分析及控制理论的結果，其中提到：給定一數{\displaystyle \gamma >0}，二個n維向量B, C，及n x n的赫維茲穩定矩陣 A（所有特徵值的實部都為負值），若{\displaystyle (A,B)}具有完全可控制性，則滿足下式的對稱矩陣P和向量Q
{\displaystyle A^{T}P+PA=-QQ^{T}}
{\displaystyle PB-C={\sqrt {\gamma }}Q}
存在的充份必要條件是
{\displaystyle \gamma +2Re[C^{T}(j\omega I-A)^{-1}B]\geq 0}
而且，集合{\displaystyle \{x:x^{T}Px=0\}}是{\displaystyle (C,A)}的不可觀測子空間。
此引理可以視為是穩定性理論李亞普諾夫方程的推廣。建構了由狀態空間A, B, C建構的线性矩阵不等式以及其頻域條件的關係。
Kalman–Popov–Yakubovich引理最早是在1962年由Vladimir Andreevich Yakubovich寫出且證明，當時列的是嚴格的頻率不等式。允許等於的不等式是由鲁道夫·卡尔曼在1963年提出。在該文中也建立了Lur'e方程可解性的關係。兩篇都是針對純量輸入系統。其控制維度的限制是在1964年被Gantmakher和Yakubovich放寬的，而Vasile M. Popov也獨立得到相同結論。在中有針對此一主題的廣泛探討。

## 多變數Kalman–Yakubovich–Popov引理
給定{\displaystyle A\in \mathbb {R} ^{n\times n},B\in \mathbb {R} ^{n\times m},M=M^{T}\in \mathbb {R} ^{(n+m)\times (n+m)}}，其中 {\displaystyle \det(j\omega I-A)\neq 0}針對所有{\displaystyle \omega \in \mathbb {R} }，且{\displaystyle (A,B)}有可控制性，則以下的敘述是等價的： 
1. 針對所有{\displaystyle \omega \in \mathbb {R} \cup \{\infty \}}
{\displaystyle \left[{\begin{matrix}(j\omega I-A)^{-1}B\\I\end{matrix}}\right]^{*}M\left[{\begin{matrix}(j\omega I-A)^{-1}B\\I\end{matrix}}\right]\leq 0}
2. 存在一矩陣{\displaystyle P\in \mathbb {R} ^{n\times n}}使得{\displaystyle P=P^{T}}且 
{\displaystyle M+\left[{\begin{matrix}A^{T}P+PA&PB\\B^{T}P&0\end{matrix}}\right]\leq 0.}

即使{\displaystyle (A,B)}不具有可控制性，對應上式的嚴格不等式仍成立。 